# 1957 en Ontario
Chronologie de l'Ontario
- 1953
- 1954
- 1955
- 1956
- 1957
- 1958
- 1959
- 1960
- 1961

Cette page concerne des événements d'actualité qui se sont produits durant l'année 1957 dans la province canadienne de l'Ontario.

## Politique
- Premier ministre : Leslie Frost du parti progressiste-conservateur de l'Ontario
- Chef de l'Opposition :
- Lieutenant-gouverneur :
- Législature :

## Événements
- Fondation de Association of Regular Baptist Churches en Ontario.

## Naissances
- 21 février : Jean Marc Dalpé, écrivain et comédien.
- 14 mai : Gilles Bisson, député provincial de Cochrane-Sud (1990-1999) et de Timmins—Baie James (depuis 1999).

## Décès
- 10 décembre : Roland Fairbairn McWilliams, lieutenant-gouverneur du Manitoba (° 10 octobre 1874).